# Broad Meadow Brook Conservation Center and Wildlife Sanctuary
Das Broad Meadow Brook Conservation Center & Wildlife Sanctuary ist ein 430 Acres (1,7 km²) großes Schutzgebiet in Worcester im Bundesstaat Massachusetts der Vereinigten Staaten. Es wird von der Massachusetts Audubon Society verwaltet.

## Schutzgebiet
Das nach dem gleichnamigen, durch es hindurchfließenden Fluss benannte Broad Meadow Brook Conservation Center & Wildlife Sanctuary ist das größte urbane Naturschutzgebiet Neuenglands. Ein Wegenetz von 5 mi (8 km) Länge – 1 mi (1,6 km) davon sind barrierefrei zugänglich – führt Besucher zu den interessantesten Bereichen. Beispielsweise finden dort regelmäßig Kunstausstellungen statt. Im Schutzgebiet leben ca. 80 Arten von Schmetterlingen und 164 Vogelarten, zudem bietet es einen Lebensraum für mehr als 700 verschiedene Pflanzenarten sowie für eine Vielzahl von Tieren. Das Haupthaus dient zugleich als Besucherzentrum für den benachbarten, vom National Park Service betreuten Blackstone River Valley National Heritage Corridor.

## Geschichte
Das 1991 eröffnete Schutzgebiet war das erste der Massachusetts Audubon Society, das sich auf einem Stadtgebiet befand. Bereits 1989 konnten die ersten 15 Acres (6,1 ha) erworben werden, die im Laufe der Jahre kontinuierlich – teilweise auf der Basis von Spenden und Schenkungen – erweitert wurden. 137 Acres (55,4 ha) des heutigen Schutzgebiets befinden sich allerdings im Eigentum des Energieversorgers National Grid, weshalb auch eine Freileitung durch das Gebiet führt, und 120 Acres (48,6 ha) gehören der Stadt Worcester. Beide Parteien haben jedoch mit der Massachusetts Audubon Society einen Vertrag über die Nutzung als Schutzgebiet und die verantwortliche Verwaltung abgeschlossen.